# 妙法寺 (いわき市)
妙法寺（みょうほうじ）は、福島県いわき市泉町黒須野に所在する日蓮正宗の寺院。山号は永照山（えいしょうさん）。

## 起源と歴史
- 1398年（応永5年） - 建立される。開基は日蓮正宗第6世法主日時。
- 1420年（応永27年） - 第9世法主日有の本尊を造立。
- 1871年（明治4年）10月8日 - 廃仏毀釈により破却される。
- 1880年（明治13年）11月20日 - 再興される。

## 所在地
- 福島県いわき市泉町黒須野字江越126[1]

## 寺院周辺
- セベ・バレステロスゴルフクラブ
- 勿来自動車学校
- 日産自動車いわき工場

## 交通アクセス
- 常磐自動車道いわき勿来インターチェンジより車で20分。
- 常磐線泉駅から車で15分